# Tropiometra carinata
Tropiometra carinata is een haarster uit de familie Tropiometridae.
De wetenschappelijke naam van de soort werd in 1816 gepubliceerd door Jean-Baptiste de Lamarck.